# Ambassadors
Ambassadører - et nomadefolk er en dokumentarfilm instrueret af Jouko Aaltonen.